# 단계천 (원주시)
단계천(丹溪川)은 강원특별자치도 원주시의 하천이다. 무실동과 단계동을 거쳐 우산동에서 원주천으로 합류한다.

## 복원 사업
단계천은 도심 개발에 따라 생활하수 유입이 늘면서 악취 등의 문제가 발생하여 전 구간이 복개(1980년대 후반 우산동, 1990년대 초반 단계동, 2000년대 초반 무실동)되어 공영주차장으로 활용되어 왔다. 하지만 우기 시 오수가 유입되고 오염 물질이 퇴적되어 수질 악화와 악취 등 여러 문제가 지속적으로 발생하였고, 이후 원주시는 복개 구간을 철거하고 복원하는 단계천 생태하천 복원 사업을 수립하였다.
2015년 초기 계획은, 사업비 500억 원으로 2017년부터 2020년까지 2km 구간을 자연형 생태하천으로 복원하는 것이었다. 하지만 결국 단계천 생태하천 복원 사업은 2019년 12월부터 2023년 말까지 진행되었으며, 총 487억 원이 투입되었다. 원주천 합류부까지 총연장 1.65km 구간 복개 구조물 철거, 수생생태계 복원, 유지용수 확보 및 수질 개선, 친수공간 조성 등이 이루어졌다.